# Stomaphis juglandis
Stomaphis juglandis är en insektsart som beskrevs av Petrovic 1998. Stomaphis juglandis ingår i släktet Stomaphis och familjen långrörsbladlöss. Inga underarter finns listade i Catalogue of Life.